# Filozofia

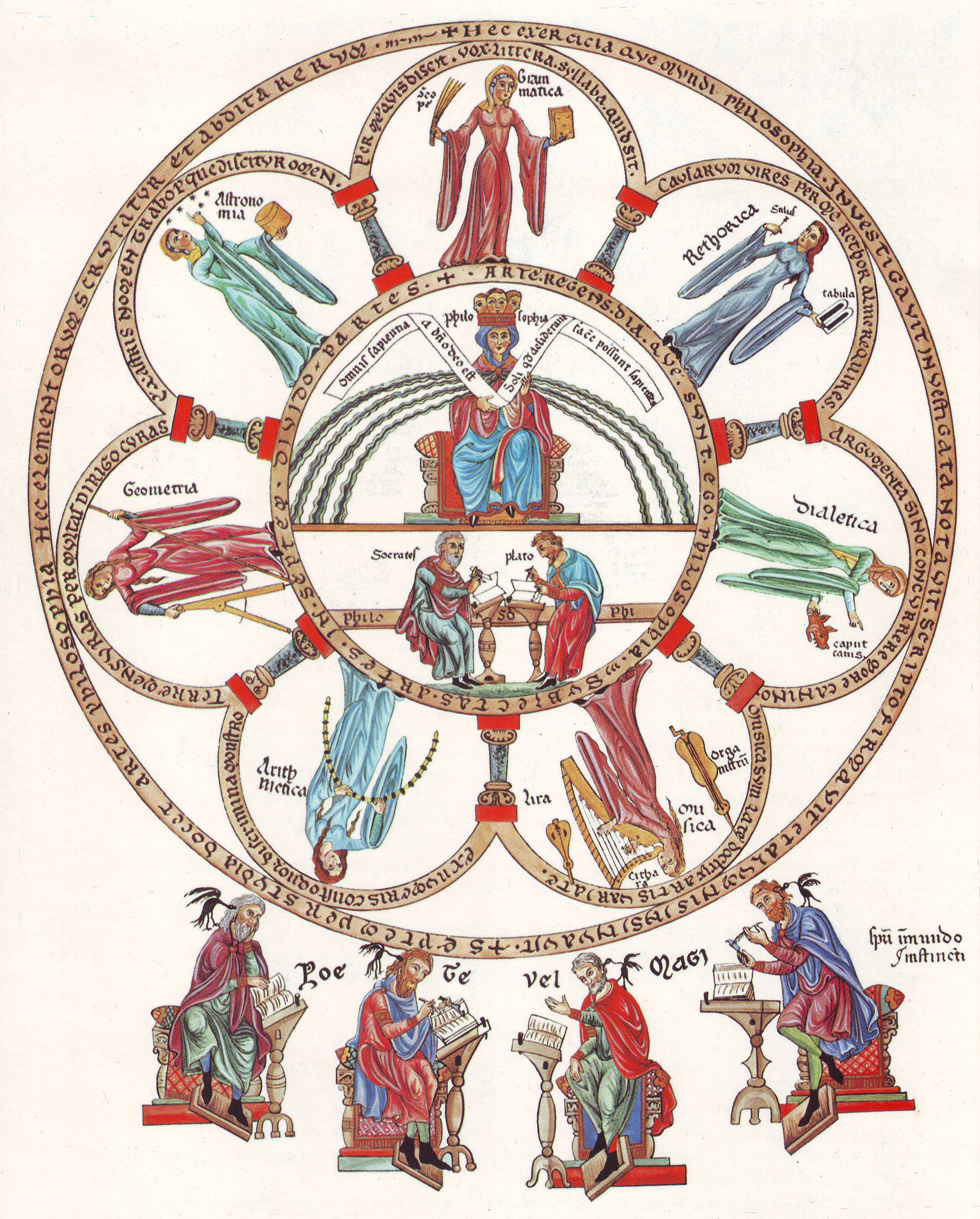
Herrada z Landsbergu, Hortus deliciarum, Philosophia et septem artes liberales

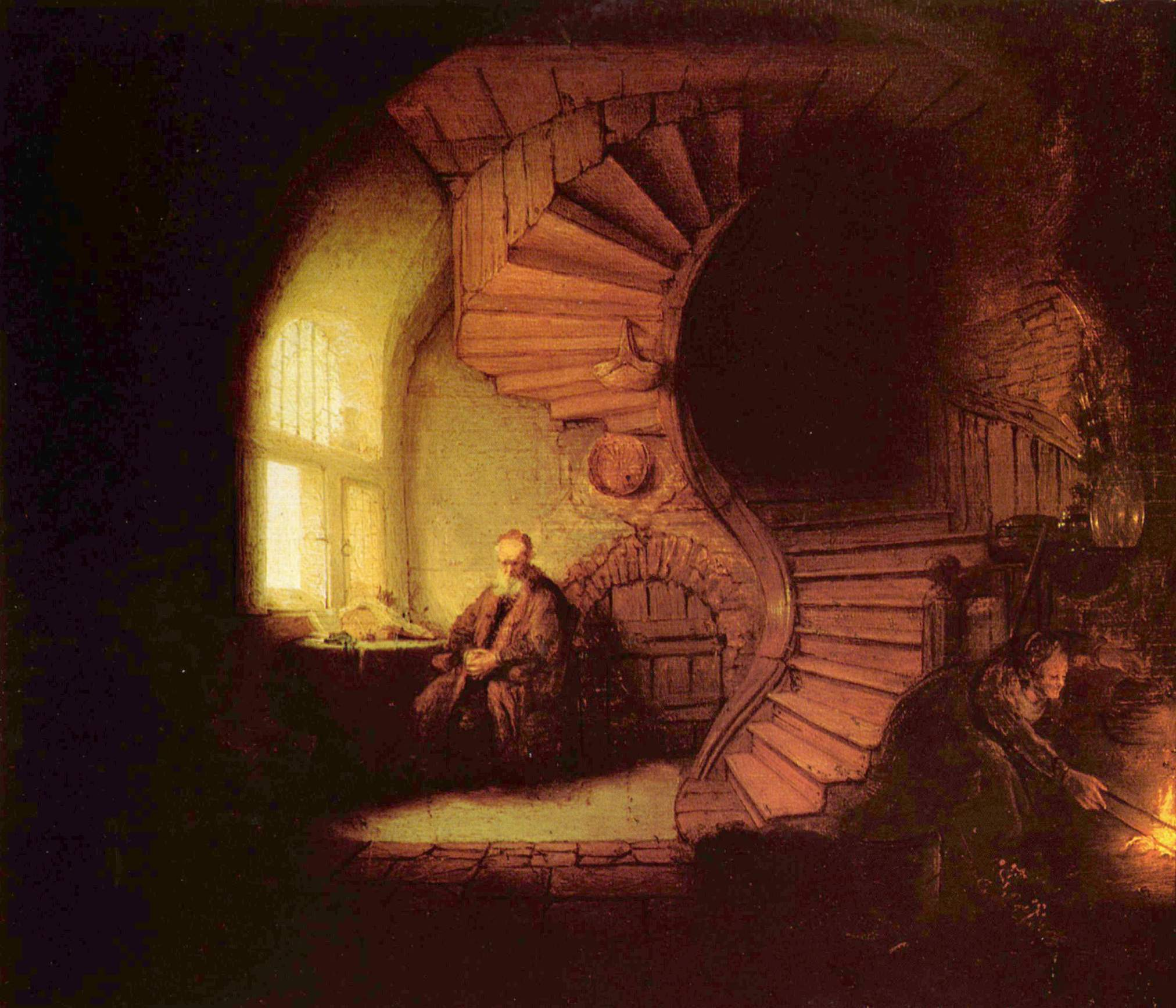
Rembrandt, Medytujący filozof, 1632

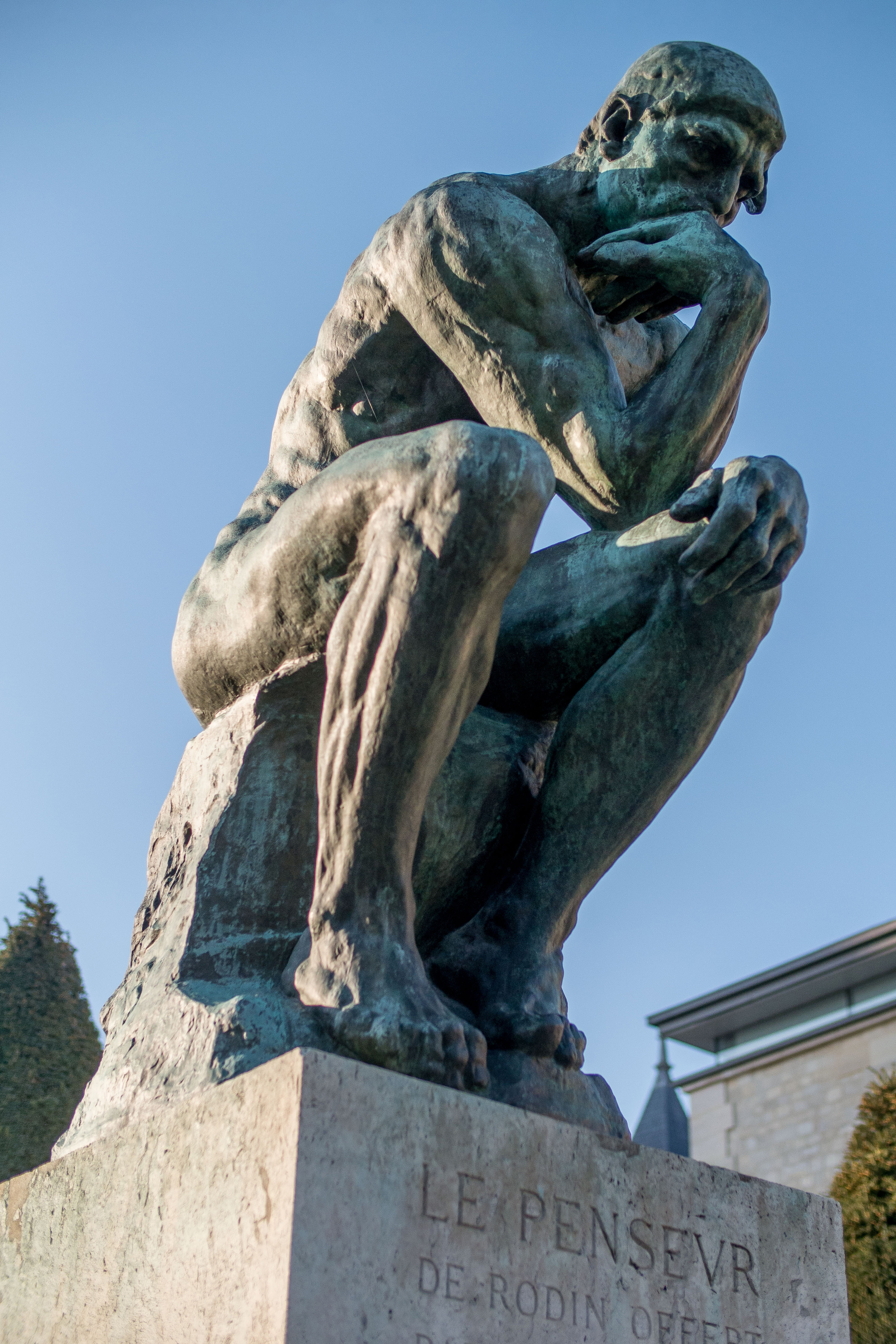
Auguste Rodin, Myśliciel, 1902

Filozofia (stgr. φιλοσοφία od: stgr. φίλος – „miły, ukochany” i stgr. σοφία – „mądrość”, tłumaczone jako „umiłowanie mądrości”) – różnie definiowany element kultury umysłowej. Obejmuje te krytyczne rozważania, które jednocześnie:
- nie są oparte na wierze religijnej;
- nie należą do żadnej z nauk formalnych ani empirycznych.

Mimo to granice między filozofią a religią i ściśle rozumianą nauką bywają zatarte. Filozofia bywa włączana do nauk i kontrastowana z naukami szczegółowymi. Czasem definiuje się ją:
- jako systematyczną refleksję nad podstawowymi problemami i ideami, dążącą do poznania ich istoty, a także do całościowego zrozumienia świata[1];
- przez wyliczenie – jako teorię bytu, poznania i wartości, czyli ontologię z metafizyką, epistemologię i aksjologię, a czasem też logikę i dialektykę. Mimo to istnieją też inne działy filozofii, wspomniane niżej.

Zakres znaczeniowy filozofii ewoluował i w latach 20. XXI wieku pozostaje on wieloznaczny:
- w starożytnej Grecji, gdzie pojawił się po raz pierwszy, był on synonimem nauki;
- w średniowieczu filozofię kontrastowano z teologią, prawoznawstwem i medycyną, uznając za synonim sztuk wyzwolonych[3];
- najpóźniej w czasach nowożytnych filozofia zaczęła być kontrastowana z naukami empirycznymi, a czasem z nauką w ogóle[4].

Filozofia powstała najpóźniej w starożytności, przed naszą erą i niezależnie na co najmniej trzech obszarach Eurazji: w basenie Morza Śródziemnego, na subkontynencie indyjskim oraz w Chinach, przez co wyróżnia się trzy tradycje filozoficzne: zachodnią i dwie wschodnie: indyjską oraz chińską. Nazwy wszystkich trzech tradycji opisują obszar występowania tylko w przybliżeniu, ponieważ:
- filozofia zachodnia występowała nie tylko w Europie i w Nowym Świecie, ale też na innych obszarach kultury greckiej, hellenistycznej, rzymsko-bizantyjskiej oraz islamskiej;
- myśl indyjską – związaną z hinduizmem i buddyzmem – rozwijano także w innych miejscach Azji;
- idee chińskie jak konfucjanizm i taoizm dotarły też do innych obszarów Azji Wschodniej.

Geograficzne granice tych tradycji zatarły się w epoce globalizacji. Filozofia wywarła wpływ na inne obszary kultury jak te wspomniane – religia i ściśle rozumiana nauka – oraz sztuka i polityka. Najpóźniej od XX wieku wpływowym filozofom przyznaje się nagrody opisane w osobnej sekcji.

## Główne działy
W tradycji zachodniej wyróżnia się kilka centralnych obszarów filozofii:
- ontologia, metafizyka – dotyczą natury bytu i rzeczywistości
- epistemologia (gnoseologia) lub teoria poznania – zajmuje się problemem poznania, wiedzy, prawdy i ich relacji do rzeczywistości
- aksjologia – nauka o wartościach
  - etyka – dotyczy kwestii związanych z wartościami moralnymi, normami postępowania, cnotami
  - estetyka – dotyczy wartości estetycznych, przede wszystkim piękna
- logika, zwłaszcza logika filozoficzna kontrastowana z matematyczną – nauka o regułach poprawnego rozumowania i uzasadniania twierdzeń
- historia filozofii – czyli naukę historyczną zajmującą się dziejami filozofii

Inne dziedziny to:
| - antropologia filozoficzna - filozofia czasu - filozofia przestrzeni - filozofia historii - filozofia przyrody | - filozofia umysłu - filozofia percepcji - filozofia języka - filozofia nauki - filozofia matematyki - filozofia biologii - filozofia chemii - filozofia fizyki | - filozofia społeczna - filozofia edukacji - filozofia polityczna - filozofia prawa | - filozofia techniki - filozofia kultury - filozofia religii - filozofia medycyny - metafilozofia |

Poszczególne dziedziny filozoficzne, często zawierają elementy kilku centralnych, np. filozofia społeczna obejmuje kwestie etyczne, ontologiczne i epistemologiczne.

## Różnorodność filozofii
Pojęcia filozofii i filozofa pojawiły się w starożytnej Grecji ok. VI/V w. p.n.e. Po raz pierwszy poświadczone są u Herodota. Początkowo oznaczały szeroko rozumianą ciekawość intelektualną i poszukiwanie wiedzy. Ściślejszy sens terminom nadał Sokrates, Platon, a za nim Arystoteles. Celem filozofii miała być teoria (θεωρία, theorίa), czyli poznanie prawdziwej rzeczywistości, w odróżnieniu od wiedzy pozornej czy przemijającej (δόξα, doksa), a także od wiedzy praktycznej (πρᾶξις, praksis). W dalszym swoim rozwoju, znaczenie terminu filozofia ulegało znaczącym zmianom i nie można go definiować w oderwaniu od jego historii.

### Filozofia jako forma poznania i oświecenia
Ze względu na cele jakie sobie stawia, filozofię można ujmować albo jako przedsięwzięcie poznawcze na podobieństwo nauki albo też jako formę oświecenia, samowiedzy czy przemiany tożsamości. Oba znaczenia terminu filozofia często się przenikają w dziełach i życiu poszczególnych filozofów.
Filozofia rozumiana jako nauka, stawia sobie za zadanie prawdziwe poznanie danego przedmiotu. Z tak rozumianej filozofii wywodzą się współczesne szczegółowe dyscypliny naukowe. Leszek Kołakowski zaproponował podział typów filozofii, ze względu na cele poznawcze jakie sobie stawia:
- podejście tradycyjne[10] – filozofia ma być najbardziej ogólną z nauk, wykraczającą poza każdą z dyscyplin szczegółowych i łączącą je w całość. Bierze pod uwagę osiągnięcia poszczególnych nauk i tworzy ich syntezę, pozwalając na całościowy, pełniejszy ogląd świata.
- podejście transcendentalne[11] – w tym ujęciu filozofia jest odrębną dyscypliną, nieopierającą się na żadnej z nauk szczegółowych, i w przeciwieństwie do nich, nieopierającą się na żadnych, niepodważalnych założeniach (ma być „bezzałożeniowa”), podważając wszelkie zastane założenia.
- podejście scjentystyczne[12] – w tym ujęciu, najwyższą wartość poznawczą przypisuje się nauce, w szczególności naukom ścisłym i przyrodniczym. Filozofia była wartościowa o ile przygotowywała rozwój nauk empirycznych. Wraz z wykształceniem się samodzielnych, szczegółowych dyscyplin naukowych, filozofia powinna zanikać, zastępowana przez myślenie naukowe i ograniczyć się do filozofii i metodologii nauk;
- podejście funkcjonalne[13] – filozofia jest pewną formą dyskursywnego formułowania poglądów na świat. Jest ona jednym z wielu dyskursów. Jej punkt widzenia nie jest ani ogólniejszy ani uprzywilejowany, ale jest odrębny od innych dyskursów (np. religijnego).

Z kolei „Filozofia jako oświecenie” nastawiona jest na przemianę filozofującego podmiotu, który może być rozumiany indywidualnie lub zbiorowo (np. społeczeństwo). Filozofia ma być formą osiągania samowiedzy, środkiem przemiany podmiotu zgodnie z określonym systemem wartości, lub też formą terapii.

### Paradygmaty filozofii
Zasadnicze zmiany w sposobie filozofowania i zainteresowaniach filozofii określić można mianem zmiany paradygmatów. Wyróżnić można trzy, następujące po sobie paradygmaty: ontologiczny, mentalistyczny i lingwistyczny. Różnice między nimi można przedstawić w tabeli:
| Paradygmat        | ontologiczny | mentalistyczny    | lingwistyczny      |
| dziedzina         | byt          | świadomość        | język              |
| przedmiot         | jestestwo    | świadomość        | zdania/wypowiedzi  |
| początek          | zdziwienie   | wątpienie         | konfuzja           |
| pytanie wyjściowe | co istnieje? | co mogę wiedzieć? | co mogę zrozumieć? |

Trzeba tu jednak wyraźnie zaznaczyć, iż obecnie paradygmaty te się przenikają. I tak np. problem świadomości nie sprowadza się już jedynie do wiedzy, ale także do zrozumienia (co i jak mogę zrozumieć?). Język nie wiąże się już tylko z przedmiotem, ale także podmiotem jako tym, który partycypuje w języku.

#### Paradygmat ontologiczny
Paradygmat ontologiczny był pierwszym modelem uprawiania filozofii. Do dziś, dla wielu osób, pozostaje wzorcem filozofii jako takiej. Stąd filozofia uprawiana w paradygmacie ontologicznym określana jest mianem filozofii klasycznej. Centralną dyscypliną takiej filozofii jest metafizyka. Paradygmat ontologiczny dominował w starożytności i średniowieczu. Swoją rozwiniętą postać uzyskał w twórczości Platona i Arystotelesa, a współcześnie obecny jest m.in. w neotomizmie.
W paradygmacie ontologicznym, filozofia jest nauką o bycie i jego formach. Filozofowanie wychodzi od przedmiotu, zajmuje się zasadniczymi formami jego istnienia. Zasadniczym jej pytaniem jest „co istnieje?” Arystoteles definiował taką filozofię, jako „wiedzę rozważającą byt jako byt”.

#### Paradygmat mentalistyczny
Zasadniczy zwrot filozoficzny dokonał się we wczesnej nowożytności i łączony jest przede wszystkim z filozofią Kartezjusza. Charakterystyczny dla nich typ filozofowania jest jednak starszy i jego początki można odnaleźć już u starożytnych sceptyków.
O ile filozofia nastawiona ontologicznie zajmowała się przedmiotem i jego istnieniem, to filozofia mentalistyczna postawiła pod znakiem zapytania możliwość prawdziwego poznania. Filozofia taka wskazywała, że nim możemy określić jaki jest byt, należy najpierw określić czy prawdziwe poznanie jest możliwe i jakie są jego warunki. Zasadniczym jej pytaniem jest „co można poznać?”, „co można wiedzieć?”. Stąd też, zamiast ontologii, w paradygmacie mentalistycznym zaczęto uprzywilejowywać epistemologię.
Również w tym okresie, tworzono systemy filozoficzne z rozbudowaną teorią bytu. Punktem wyjścia było jednak wątpienie. Dopiero rozstrzygając zasadnicze kwestie epistemologiczne (jakiego rodzaju wiedza jest wiedzą pewną), filozofowie przystępowali do stawiania tez ontologicznych. Przykładem rozwiniętej tradycji mentalistycznej jest klasyczna filozofia niemiecka, obejmująca twórczość takich filozofów jak Immanuel Kant, Johann Gottlieb Fichte, Friedrich Wilhelm Joseph von Schelling i Georg Wilhelm Friedrich Hegel.
W opinii niektórych nurtów filozoficznych, zmiana paradygmatu na mentalistyczny oznaczała upadek filozofii. Tomiści krytykowali filozofię nowożytną, za rezygnację z zajmowania się bytem, i skupienie się na świecie subiektywnych idei. Miało to oznaczać rezygnację z autonomii dyscypliny, i odejście od jej klasycznego programu wyznaczonego przez Arystotelesa. Dla marksistów mentalistyczny zwrot w filozofii był oznaką burżuazyjnej ideologii, ukrywającej prawdziwą postać świata.

#### Paradygmat lingwistyczny
Pogłębiona refleksja nad źródłami poznania, jaką rozwijano w nowożytności, doprowadziła do rosnącego przekonania o dominującej w tym procesie roli języka. Stąd, na początku XX wieku nastąpił tzw. „zwrot lingwistyczny” w filozofii, który doprowadził do ukształtowania się paradygmatu lingwistycznego. Centralną postacią w tym procesie był Ludwig Wittgenstein. Filozofowie zwrócili uwagę, że język jest zasadniczym medium zapośredniczającym wyjaśnianie świata i w konsekwencji filozofia powinna się skupić na jego analizie.
Zadanie to podjęła szczególnie filozofia analityczna. Lingwistyczny charakter miały też takie nurty jak pozytywizm logiczny czy postmodernizm (szczególnie dekonstrukcjonizm). Ukształtowanie się paradygmatu lingwistycznego wiązało się też ze znacznym rozwojem filozofii języka. Zdaniem filozofów paradygmatu lingwistycznego, wiele problemów, którymi dotychczas zajmowała się filozofia było pseudoproblemami, wynikającymi z nieprecyzyjnego zdefiniowania używanych pojęć. Prawdziwym zadaniem filozofii jest natomiast oddzielanie pseudoproblemów od problemów prawdziwych, czyli określenie co może zostać poznane i wyjaśnione, i jak można o tym sensownie mówić. Filozofia ma więc pełnić funkcję porządkującą i przygotowującą grunt pod badania naukowe nauk szczegółowych. Ma zajmować się analizą ich języka (języka nauki, języka etyki) i usuwać problemy językowe.
Paradygmat lingwistyczny, podobnie jak mentalistyczny, jest krytykowany przez tomistów za zerwanie z klasyczną ideą filozofii, jeszcze dalsze (w stosunku do filozofii mentalistycznej) odejście w subiektywizm, popadanie w irracjonalizm i jest określany jako upadek filozofii.

## Filozofia a inne dziedziny
Filozofia jest często ujmowana jako metadyscyplina – najbardziej ogólna z dziedzin wiedzy, wyznaczająca ich podstawy metodologiczne i warunki funkcjonowania. Z drugiej strony jest ona dyscypliną autonomiczną – mającą własną problematykę i metody badawcze. Już u swoich korzeni w starożytnej Grecji zasadniczym problemem były kwestie odróżniania filozofii od innych dziedzin działalności ludzkiej. Filozofia powstała poprzez odróżnienie od mitu. Podobnie jak mit, zajmowała się wyjaśnianiem podstawowych kwestii dotyczących rzeczywistości. Mit czynił to jednak metodami poetyckimi, opierał się na wyobraźni i wierze, natomiast filozofia starała się to robić poprzez racjonalne rozumowanie. Zgodnie z tym wyjaśnienie początków świata w Theogonii Hezjoda ma charakter mityczny, a za pierwszego filozofa, starającego się rozumowo wyjaśnić przyczyny wszechrzeczy, uznaje się Talesa z Miletu.
Współcześnie szczególnych problemów nastręcza odróżnienie filozofii od nauki i teologii. Bertrand Russell wskazywał, że filozofia jest dyscypliną pośrednią między nimi, atakowaną przez każdą ze stron. Podobnie jak teologia, zajmuje się pytaniami, na które nauka nie potrafi udzielić odpowiedzi, a jej rozważania mają charakter spekulatywny. W przeciwieństwie jednak do teologii, nie przyjmuje dogmatycznych założeń, a przyjmuje bliską nauce postawę krytyczną i dążącą do wyjaśnienia.

### Filozofia a nauka
W starożytności nie było podziału między filozofią a nauką. Narodziły się one razem w VI w. p.n.e. Arystoteles nie widział istotnej różnicy między rozważaniami na temat państwa a botaniką. Być może około II wieku p.n.e. z filozofii wyodrębniły się prawo i medycyna, a na pewno stało się to w średniowieczu. Wtedy jednak też nie było ostrego rozróżnienia, choć czasem mówiono o filozofii jako wiedzy niepochodzącej z objawienia wyższego stopnia i nauce jako wiedzy niepochodzącej z objawienia niższego stopnia. Jeszcze Kopernik oddawał swoje dzieło pod osąd filozofów, a intencje jego pracy były filozoficzne (por. filozofia polska).
Dopiero później, po opracowaniu metody naukowej, coraz ostrzej zarysowywał się podział. Do dzisiaj istnieją różne koncepcje stosunku filozofii do nauki, które można rozmieścić na skali, gdzie jednym końcem będzie teza, że filozofii w ogóle nie ma (neopozytywizm), a drugim klasyfikacje, które do filozofii zaliczają całą naukę (neotomizm).
Mówi się, że nauka ma duży wpływ na tendencje w filozofii. Platon tworzył pod wrażeniem geometrii, Arystotelesa inspirowały astronomia i biologia, a Leibniza – matematyka. Paradoksalnie najdłużej trwają jednak te koncepcje filozoficzne, które nie bazują na rozwiązaniach naukowych, a jak pokazuje XX-wieczna filozofia nauki, koncepcja nauki jako dziedziny jasnych i ostatecznych rozwiązań, co do których istnieje powszechna zgoda badaczy, jest też modelem dalekim od realnej praktyki naukowej.
Z drugiej strony można zauważyć, że gdy filozofia opanuje jakiś obszar do punktu, w którym zaczyna spełniać standardy nauki, obszar ten wydziela się z niej i staje się autonomiczną dziedziną naukową. Tak się stało na przykład z psychologią i socjologią, wyodrębnionymi z filozofii na przełomie wieku XIX i XX. Z filozofii wyłoniły się pewne koncepcje, które stały się później hipotezami ściśle naukowymi jak atomizm, który dodatkowo został potwierdzony, tj. stał się paradygmatem badawczym. W XIX wieku jedna z dyscyplin filozofii – logika – stała się dziedziną matematyki. Filozofia zajmuje się też samą definicją naukowości – zwaną problemem demarkacji – i posłużyła krytyce koncepcji, które postulowano jako naukowe, np. marksizmu i psychoanalizy.

### Filozofia a religia
Religie, podobnie jak doktryny filozoficzne, odpowiadają na najbardziej podstawowe pytania o naturę i sens świata czy życia. Robią to inaczej niż filozofia, która jest oparta na rozumie, natomiast religia opiera się na wierze w objawienie. Wierzenia religijne mają nadto charakter partykularny i przyjmują postać konkretnej doktryny religijnej. Z kolei filozofia (w szczególności filozofia religii) zajmuje się takimi pojęciami jak Bóg, absolut, religia, sacrum w najbardziej ogólnym sensie. Rozumową analizą treści wiary religijnej zajmuje się teologia. Stosunki między tymi dwoma zjawiskami kształtowały się różnie – zdarzały się zarówno wzajemne wpływy, jak i opozycja:
- pewne religie czerpią z filozofii, opierając na niej teologię. Niektóre nurty filozoficzne przekształciły się w religie; przykładem jest religia ludzkości Auguste’a Comte’a;
- niektóre kierunki filozofii inspirują się religią; nazywa się je filozofią religijną. Przykładem jest filozofia chrześcijańska;
- część myślicieli wczesnochrześcijańskich, np. Tertulian[33], była wroga filozofii jako myśli pogańskiej, niemożliwej do pogodzenia z Pismem Świętym. Pogodzenie obu tradycji – myśli chrześcijańskiej i filozofii – trwało aż do średniowiecza;
- pewne nurty filozofii walczyły z religią jako przesądem; przykłady to niektóre kierunki oświecenia, pozytywizmu czy marksizmu[34].

## Dzieje filozofii

### Periodyzacja filozofii zachodniej
Najpopularniejszy sposób periodyzacji historii filozofii zachodniej opiera się na ogólnym podziale zachodniej historii na starożytność, średniowiecze i nowożytność. W historii filozofii zastosował go Wilhelm Gottlieb Tennemann, w oparciu o wcześniejszą periodyzację Johanna Jakoba Bruckera. Zgodnie z nim dzieje filozofii dzielą się na trzy etapy:
- starożytny, obejmujący filozofię starożytnej Grecji i Rzymu;
- średniowieczny;
- nowożytny.

Jest on luźno stosowany w niektórych pracach , jednak był krytykowany jako zbyt schematyczny i ogólny. Przez to część historyków nie wyróżnia tak szerokich epok, dzieląc dzieje filozofii na mniejsze jednostki chronologiczne i geograficzne. Okres patrystyczny i renesans są często uważane za okresy przejściowe.
Niektórzy polscy historycy filozofii przyjmują inną konwencję. Etap nowożytny uznają za zamknięty w I połowie XIX wieku; datą graniczną jest często śmierć Hegla w 1831 roku. Poźniejszą filozofię nazywają współczesną.

## Nagrody
Istnieją nagrody przyznawane głównie za twórczość filozoficzną jak:
- Nagroda Kioto w dziedzinie filozofii i etyki;
- Nagroda Schocka w dziedzinie filozofii i logiki;
- Nagroda Mistrza Eckharta;
- Nagroda im. księdza Józefa Tischnera za pisarstwo religijne lub filozoficzne.

Filozofowie bywają też wśród laureatów nagród:
- literackich jak jedna dziedzin z Nagrody Nobla;
- w dziedzinie nauk humanistycznych jak Nagroda Klugego czy jedna z kategorii Nagrody Fundacji na rzecz Nauki Polskiej (FNP);
- za działalność umysłowo-duchową: Nagroda Templetona;
- za ogólną działalność społeczno-kulturalną: Nagroda Sonninga i Nagroda Erazma.

Zdarzają się laureaci więcej niż jednej z nich:
- Jürgen Habermas – nagrody Kioto, Sonninga, Erazma i Klugego;
- Charles Taylor – nagrody Kioto, Klugego i Templetona;
- Bertrand Russell – nobel literacki i Nagroda Sonninga;
- Karl Popper – nagrody Kioto i Sonninga;
- Stefan Swieżawski – nagrody FNP i Tischnera;
- Willard Van Orman Quine – nagrody Kioto i Schocka;
- Claude Lévi-Strauss – nagrody Mistrza Eckharta i Erazma;
- Carl Friedrich von Weizsäcker – nagrody Erazma i Templetona;
- Leszek Kołakowski – nagrody Erazma i Klugego;
- Jerzy Szacki – nagrody FNP i Tischnera;
- Michał Heller – nagrody Templetona i Tischnera;
- Tomáš Halík – nagrody Templetona i Tischnera.